# Liste der Biografien/Died
Liste der Biografien |
Portal Biografien |
Personensuche
# |
A |
B |
C |
D |
E |
F |
G |
H |
I |
J |
K |
L |
M |
N |
O |
P |
Q |
R |
S |
T |
U |
V |
W |
X |
Y |
Z |
?
 
Da |
Db |
Dc |
Dd |
De |
Dg |
Dh |
Di |
Dj |
Dk |
Dl |
Dm |
Dn |
Do |
Dq |
Dr |
Ds |
Du |
Dv |
Dw |
Dy |
Dz
 
Dia |
Dib |
Dic |
Did |
Die |
Dif |
Dig |
Dih |
Dij |
Dik |
Dil |
Dim |
Din |
Dio |
Dip |
Diq |
Dir |
Dis |
Dit |
Diu |
Div |
Diw |
Dix |
Diy |
Diz
 
Dieb |
Diec |
Died |
Dief |
Dieg |
Dieh |
Diek |
Diel |
Diem |
Dien |
Diep |
Dier |
Dies |
Diet |
Dieu |
Diev |
Diew |
Diez
Die Liste der Biografien führt alle Personen auf, die in der deutschsprachigen Wikipedia einen Artikel haben. Dieses ist eine Teilliste mit 101 Einträgen von Personen, deren Namen mit den Buchstaben „Died“ beginnt.

## Died

### Diede
- Diede zum Fürstenstein, Hans Eitel (1624–1685), hessischer Diplomat und Burggraf
- Diede zum Fürstenstein, Louise (1752–1803), deutsche Adlige, Pianistin
- Diede zum Fürstenstein, Wilhelm Christoph (1732–1807), dänischer Diplomat und Burggraf
- Diede, Charlotte (1769–1846), Brieffreundin von Wilhelm von Humboldt
- Diede, Konrad († 1565), hessischer Ministeriale
- Dieden, Christian (1810–1898), deutscher Politiker (Zentrum), MdR
- Diedenhofen, Ernst (1898–1983), deutscher Politiker der NSDAP
- Diedenhofen, Martin (* 1995), deutscher Politiker (SPD), MdBMartin Diedenhofen (* 1995)

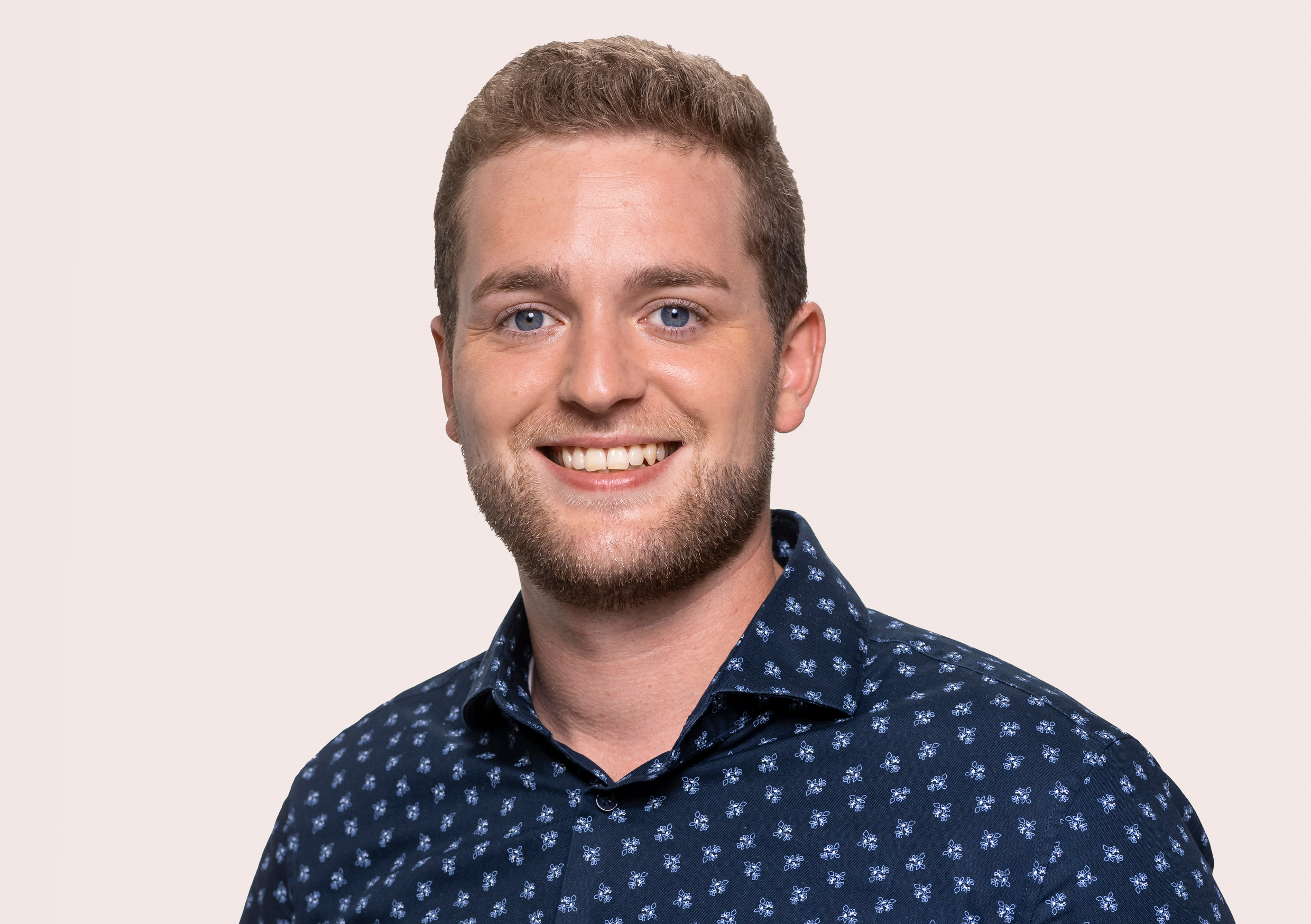
Martin Diedenhofen (* 1995)

- Diederen, Bas (* 1980), niederländischer Triathlet
- Diederen, Roger (* 1965), niederländischer Kunsthistoriker und Kurator
- Diederich, Adele (* 1955), deutsche Psychologin und Hochschullehrerin
- Diederich, Albert (1878–1958), deutscher Buchhändler
- Diederich, Benno (1870–1947), deutscher Lehrer, Philologe, Autor und Biograph
- Diederich, Bernard (1926–2020), neuseeländischer Autor, Journalist und Historiker
- Diederich, Bim (1922–2012), luxemburgischer Radsportler
- Diederich, Eva, deutsche Journalistin und Moderatorin
- Diederich, Fernand (* 1946), luxemburgischer Politiker, Mitglied der Chambre
- Diederich, François (1952–2020), luxemburgischer Chemiker
- Diederich, Franz (1865–1921), deutscher Redakteur, Schriftsteller und Dichter
- Diederich, Georg (* 1949), deutscher Chemiker und Politiker (CDU)
- Diederich, Helmut (1928–2024), deutscher Wirtschaftswissenschaftler
- Diederich, Ken (* 1977), luxemburgischer Basketballspieler und -trainer
- Diederich, Klas (* 1938), deutscher Mathematiker
- Diederich, Michael (* 1965), deutscher Manager und FunktionsträgerMichael Diederich (* 1965)

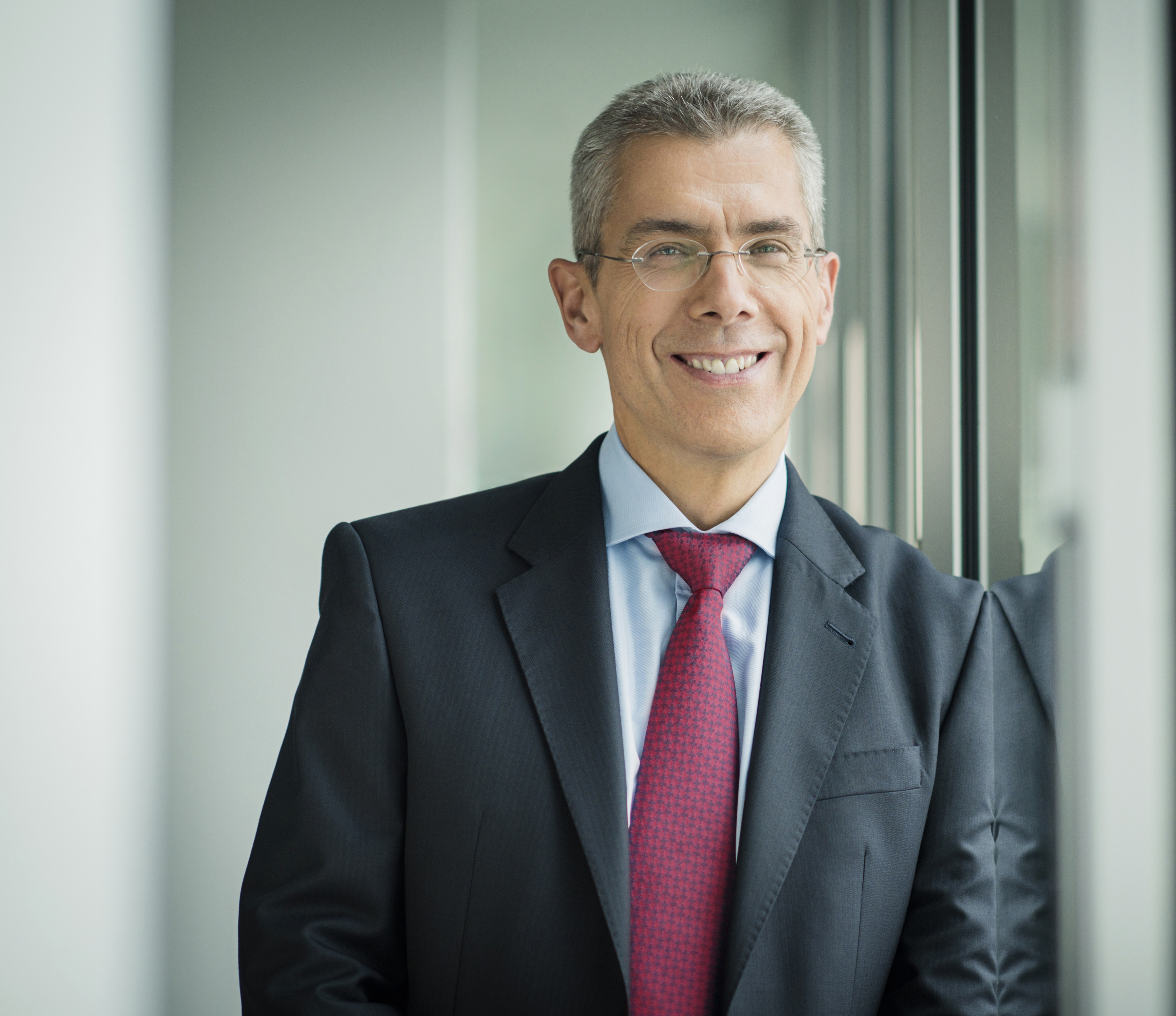
Michael Diederich (* 1965)

- Diederich, Nils (* 1934), deutscher Politiker (SPD), MdB und Politikwissenschaftler
- Diederich, Norbert (* 1952), deutscher Fußballspieler
- Diederich, Peter (1938–2015), deutscher Politiker und DBD-Funktionär, Minister für Umweltschutz und Wasserwirtschaft der DDR
- Diederich, Petrus († 1667), Prämonstratensermönch, Abt der Abtei Rommersdorf
- Diederich, Toni (* 1939), deutscher Historiker und Archivar
- Diederich, Werner (* 1941), deutscher Philosoph
- Diederichs, Ben (* 2005), deutscher Basketballspieler
- Diederichs, Carl Anton (1762–1827), deutscher Kommunalbeamter und Parlamentarier
- Diederichs, Claus Jürgen (* 1941), deutscher Bauingenieur und Hochschullehrer für Immobilien- und Bauwirtschaft
- Diederichs, Cornel (* 1930), deutscher Journalist und Schriftsteller
- Diederichs, Erich (1913–2004), deutscher Manager und Funktionär im Genossenschaftswesen
- Diederichs, Eugen (1867–1930), deutscher Verlagsbuchhändler
- Diederichs, Fritz (1913–2000), deutscher Radrennfahrer
- Diederichs, Fritz von (1805–1888), deutscher Jurist und Politiker, MdR
- Diederichs, Georg (1900–1983), deutscher Politiker (SPD), MdLGeorg Diederichs (1900–1983)

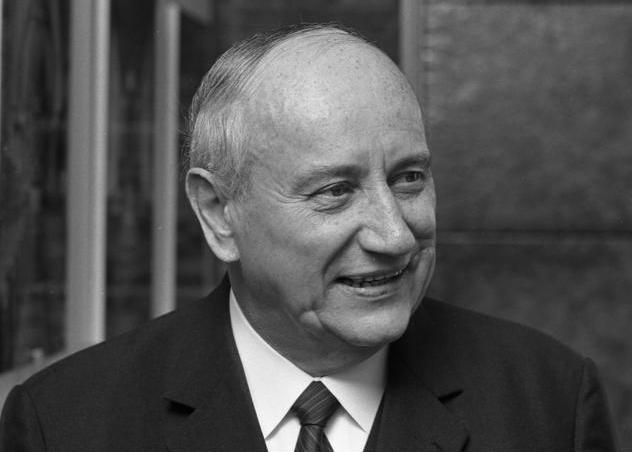
Georg Diederichs (1900–1983)

- Diederichs, Heinrich (1840–1914), deutschbaltischer Historiker
- Diederichs, Ingolf (1964–1989), deutsches Todesopfer der Berliner Mauer
- Diederichs, Jens (* 1963), deutscher Politiker (FW), MdL
- Diederichs, Joachim (1924–2010), deutscher Bildjournalist
- Diederichs, Joachim (* 1945), österreichischer Kunsthistoriker, Kulturjournalist und Verleger
- Diederichs, Joachim (* 1964), deutscher American-Football-Spieler
- Diederichs, Karl (1882–1965), deutscher Jurist und Industrieller
- Diederichs, Karl (1892–1959), deutscher Marineoffizier, zuletzt Kapitän zur See der Reserve der Kriegsmarine
- Diederichs, Nicolaas (1903–1978), südafrikanischer Politiker, Staatspräsident
- Diederichs, Otto (1904–1957), deutscher Jurist in der Polizeiverwaltung und SS-Oberführer
- Diederichs, Otto von (1843–1918), deutscher Admiral
- Diederichs, Peter (1923–1982), deutscher Künstler
- Diederichs, Rudolf (1899–1967), deutscher Bundesrichter
- Diederichs, Ulf (1937–2014), deutscher Verleger und Autor
- Diederichs, Ulrich (1948–2022), deutscher Bauingenieur und Hochschullehrer
- Diederichs, Walter (1901–1982), deutscher Politiker (CDU)
- Diederichs, Wilhelm (1896–1974), deutscher Kaufmann und Politiker (CDU)
- Diederichs-Gottschalk, Dietrich (* 1950), deutscher evangelisch-lutherischer Theologe und Kunsthistoriker
- Diederichs-Lafite, Marion (* 1947), österreichische Musikpublizistin
- Diederichs-Seidel, Uwe, deutscher Politiker (Bündnis 90/Die Grünen)
- Diederichsen, Angela (* 1950), deutsche Juristin, Richter am Bundesgerichtshof
- Diederichsen, Annie (1855–1925), deutsche Schriftstellerin
- Diederichsen, Detlef (* 1960), deutscher Journalist und Musiker
- Diederichsen, Diedrich (1921–2009), deutscher Theaterwissenschaftler
- Diederichsen, Diedrich (* 1957), deutscher Journalist, Kulturwissenschaftler, Hochschullehrer und „Poptheoretiker“Diedrich Diederichsen (* 1957)

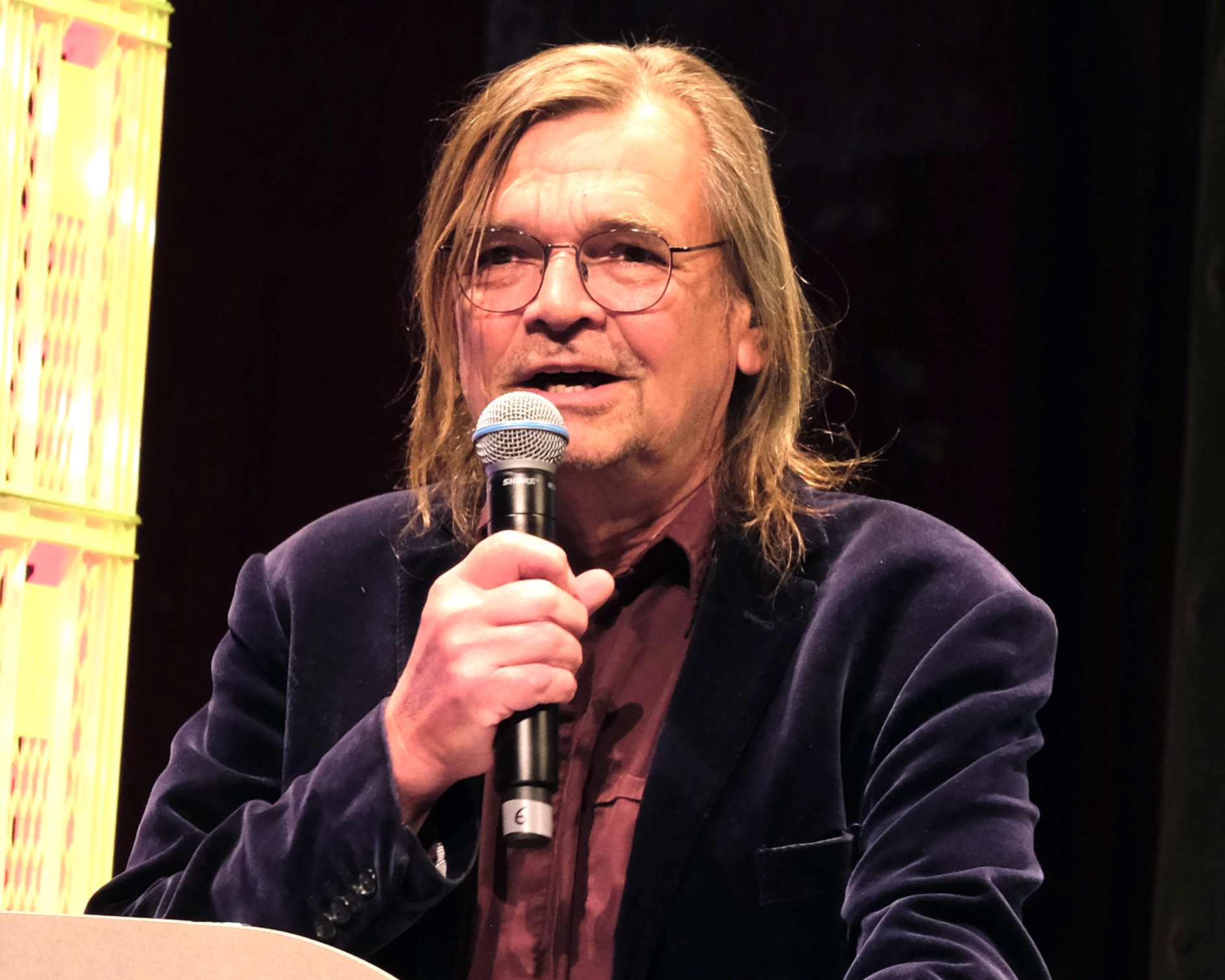
Diedrich Diederichsen (* 1957)

- Diederichsen, Franz, deutscher Hockeyspieler
- Diederichsen, Heinrich (1865–1942), deutscher Reeder und Werftbesitzer
- Diederichsen, Otto (1850–1925), deutscher Vizeadmiral der Kaiserlichen Marine
- Diederichsen, Ulf (1963–2021), deutscher ChemikerUlf Diederichsen (1963–2021)

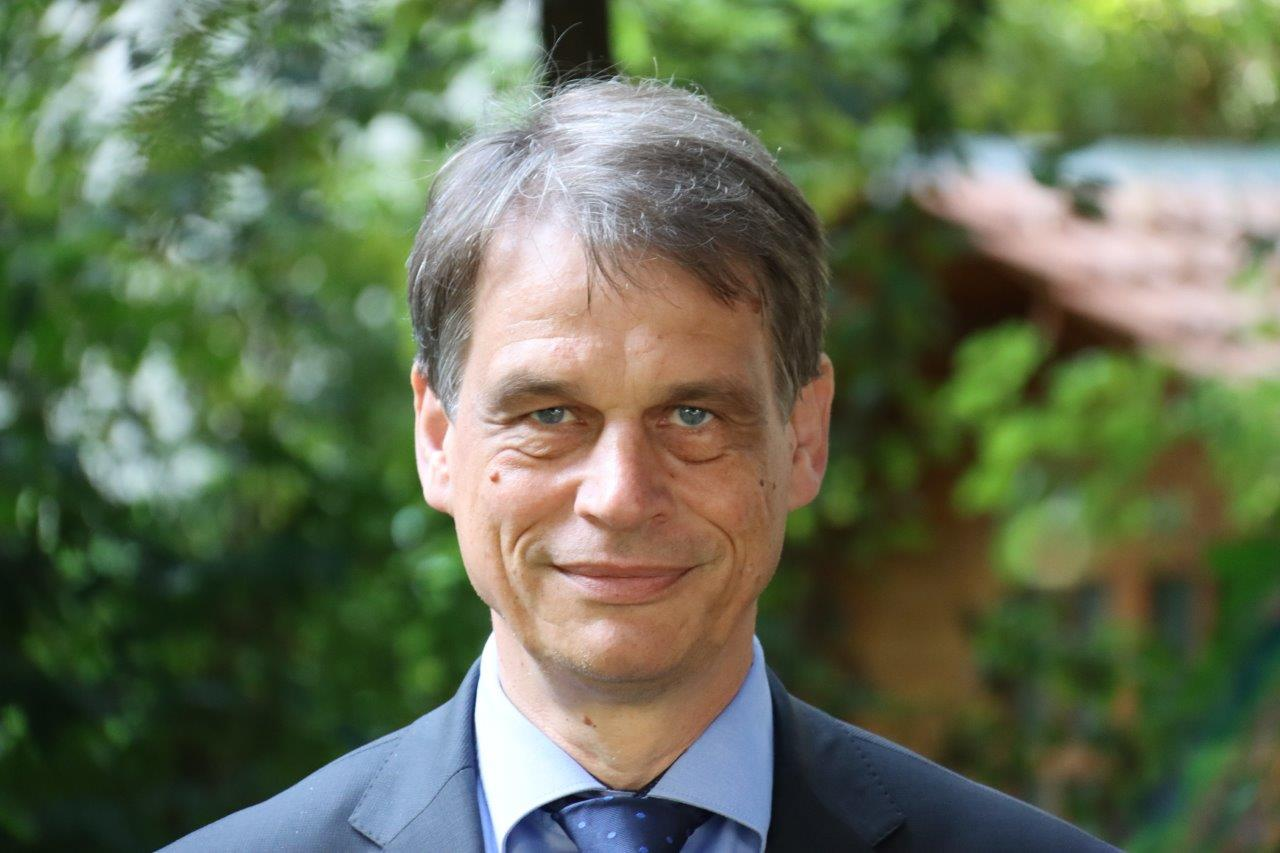
Ulf Diederichsen (1963–2021)

- Diederichsen, Uwe (* 1933), deutscher Rechtswissenschaftler
- Diederiks, Diede (* 1991), niederländische Triathletin
- Diedering, Benjamin (* 1992), deutscher Fotograf und Unternehmer
- Diedering, Fritz (* 1931), deutscher Maler und Grafiker

### Diedh
- Diedhiou, Arona (* 1969), senegalesischer Klimawissenschaftler
- Diedhiou, Bineta (* 1986), senegalesische Taekwondoin
- Diedhiou, Christophe (* 1988), senegalesischer Fußballspieler
- Diédhiou, Famara (* 1992), senegalesischer Fußballspieler
- Diedhiou, Malang (* 1973), senegalesischer Fußballschiedsrichter

### Diedo
- Diedo, Antonio (1772–1847), italienischer Architekt
- Diedo, Vincenzo (1499–1559), Patriarch von Venedig

### Diedr
- Diedrich Morneweg († 1373), Ratsherr der Hansestadt Lübeck
- Diedrich, Christian (* 1957), deutscher Ingenieur und Professor für Integrierte Automatisierung
- Diedrich, Ellen (1877–1922), dänische Schauspielerin
- Diedrich, Friedrich (1935–2015), deutscher römisch-katholischer Theologe und Alttestamentler
- Diedrich, Hans Jürgen (1923–2012), deutscher Schauspieler und Kabarettist
- Diedrich, Julius (1819–1890), deutscher lutherischer Theologe und Pastor
- Diedrich, Karla Nina (* 1983), deutsche Schauspielerin
- Diedrich, Klaus (* 1946), deutscher Gynäkologe und GeburtshelferKlaus Diedrich (* 1946)

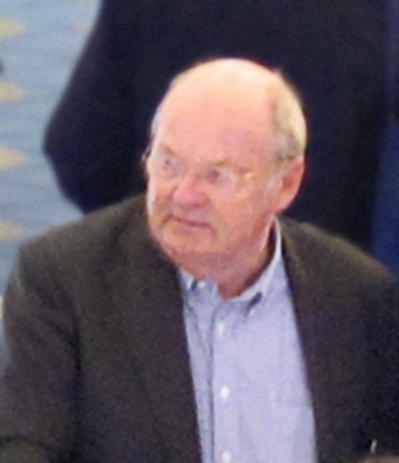
Klaus Diedrich (* 1946)

- Diedrich, Kurt (1905–1982), deutscher Lehrer und Sachbuchautor
- Diedrich, Kurt (1922–2018), deutscher Wirtschaftsfunktionär, Generaldirektor der Interflug der DDR
- Diedrich, Lukas (* 2000), deutscher Handballspieler
- Diedrich, Maria I. (* 1950), deutsche Amerikanistin
- Diedrich, Szaundra (* 1993), deutsche Judoka
- Diedrich, Torsten (* 1956), deutscher Historiker
- Diedrich, Wilhelm (1925–1986), deutscher Maler
- Diedrichs, Dirk (* 1963), deutscher Ministerialbeamter und politischer Beamter
- Diedrichs, Karl Erich (1927–2005), deutscher Generalleutnant der Bundeswehr
- Diedrichs, Robert (1923–1995), deutscher Grafiker, Maler und Illustrator
- Diedrichsen, Jan (* 1975), dänischer Journalist und Leiter des Sekretariats der Deutschen Volksgruppe in Kopenhagen
- Diedrichsen, Jasper (* 1990), deutscher Schauspieler, Comedian und Kabarettist
- Diedrichsen, Karl (1895–1959), deutscher Politiker (CDU), MdB

### Diedt
- Diedtrich, Gordon Albert (1929–2017), US-amerikanischer Hochschullehrer und Politiker